# 2018年8月臺灣
| << | 2018年8月 （民國107年） | >> |    |    |    |    |
| \| 日 \| 一 \| 二 \| 三 \| 四 \| 五 \| 六 \| \| \| \| \| 1 \| 2 \| 3 \| 4 \| \| 5 \| 6 \| 7 \| 8 \| 9 \| 10 \| 11 \| \| 12 \| 13 \| 14 \| 15 \| 16 \| 17 \| 18 \| \| 19 \| 20 \| 21 \| 22 \| 23 \| 24 \| 25 \| \| 26 \| 27 \| 28 \| 29 \| 30 \| 31 \| \| \| \| \| \| \| \| \| \| |                         |    |    |    |    |    |
| 臺灣新聞動態／維基新聞 |                         |    |    |    |    |    |
| 世界／中国大陆／臺灣 |                         |    |    |    |    |    |
| 日 | 一                      | 二 | 三 | 四 | 五 | 六 |
| |                         |    | 1  | 2  | 3  | 4  |
| 5 | 6                       | 7  | 8  | 9  | 10 | 11 |
| 12 | 13                      | 14 | 15 | 16 | 17 | 18 |
| 19 | 20                      | 21 | 22 | 23 | 24 | 25 |
| 26 | 27                      | 28 | 29 | 30 | 31 |    |
| |                         |    |    |    |    |    |

## 8月1日
- 美國國會參議院通過《2019財年國防授權法》(英語：FY2019 National Defense Authorization Act），本法案支持強化台灣國防防衛能力，擴大美台兩軍聯合訓練、對台軍售及高階層級的軍事交流，並建議美國國防部推動美台軍演。[1][2]
- 停辦10年的南島民族論壇在臺北市重新舉辦，共有13個南太平洋國家或地區參與。[3][4]

## 8月5日
- 金門縣政府舉辦通水儀式，自此將由中國福建晉江供水，購水契約期限30年，正式宣告啟動兩岸通水。[5]

## 8月15日
- 中央銀行同日公布人民幣存款餘額未減反增，持有此幣民眾不懼人民幣兌換美元匯率已於7月重貶2.94%之景況，持續「逆勢加碼」。[6]
- 蔡英文出訪巴拉圭和貝里斯之前在洛杉磯停留喝85度C咖啡，隨後該企業遭到中國大陸的抵制。[7][8][9]

## 8月16日
- 基本工資審議委員會於同日召開第33次會議，經協商結果，「自108年1月1日起，月基本工資將由新台幣22,000元調升至23,100元，調幅5％。基本工資則由每小時140元調升至150元，調幅7.14％。全案由勞動部陳報行政院核定」。[10]
- 晚间6时许，环岛骑行的大陆籍钱姓男子在高雄市路竹區大功路段因路灯漏电身亡。日后，家属向管理路灯的高雄市政府起诉国家赔偿时，他的身份引出大陆地区人民是否属于中華民國國民的争议[11]。

## 8月21日
- 時任中華民國外交部長吳釗燮宣布，中華民國與薩爾瓦多斷交，隨後薩爾瓦多與中華人民共和國建交。[12][13]
- 臺灣、紐西蘭雙邊貿易（2018年4月至6月）總額為5.57億紐元，較2017年同時期增長7.3%。紐西蘭向臺灣進口額計1.98億紐元，較2017年同時期增長1.4%。而向臺灣出口額計3.59億紐元，較2017年同時期增長10.8%。[14]

## 8月22日
- 外貿協會同日與芬蘭國家商務促進局英語：於貿易局簽署合作備忘錄。臺灣、芬蘭雙邊貿易總額2017年為五億三仟四百二十萬美元，較2016年增加了1.76%。於亞洲地區中，臺灣為芬蘭之第四大進口國及第九大出口市場。[15]

- 新北市永和區發現一件分屍案，警方協請目擊者至警局製作筆錄，以期盡速了解此案始末。。[16]

## 8月23日
- 教育部校安中心同日最新統計（至14時止），熱帶性低氣壓所帶來的豪大雨，致南臺灣9所中學遭「停課」處理。[17]同日，位於高雄港內、外5艘輪船亦傳出擱淺意外，66人受困船艙。[18]位於屏東縣的牡丹水庫同日上午11時開始進行「洩洪」處置。[19]

## 8月25日
- 受熱帶性低氣壓影響，中南部豪雨成災，農委會表示，截至早上11時，農業產物估計損失新台幣2億1841萬元，以嘉義縣損失1億7586萬元占76%最嚴重，其次是台南市跟雲林縣。[20]

## 8月31日
- 死刑犯李宏基被槍決，為蔡英文總統上任後進行的第一次死刑。[21][22]